# DDR5 SDRAM
컴퓨팅 인터페이스 개발에서 DDR5 SDRAM(double data rate fifth-generation synchronous dynamic random-access memory)은 DDR4 SDRAM 대비 대역폭과 용량을 두 배로 늘리면서 한 차례 전력 소비량을 낮출 것으로 계획되었다.
인텔의 2016년 발표에 따르면 JEDEC는 2016년 DDR5 SDRAM 사양을 출시할 계획이며, 최종 사용자의 메모리 구매는 2020년에 가능해질 것으로 이야기하였다.
2017년 3월, JEDEC는 2018년 DDR5 사양 공개 계획을 발표하였다. JEDEC의 서버 포럼 2017은 2017년 10월 31일부터 2017년 11월 1일까지의 DDR5 SDRAM 워크숍과 함께 DDR5 SDRAM 프리뷰를 제공할 날짜로 2017년 6월 18일을 제안하였다. 램버스는 2017년 9월 DDR5 RAM의 작업을 발표했으며 2018년 3분기까지는 판매가 예정되어 있지 않다.
2018년 11월 15일, SK 하이닉스는 최초의 DDR5 RAM 칩을 완성했다고 발표하였다. 5200 MT/s @ 1.1 볼트로 동작하며 최소 램용량은 8 GB이다.
인텔 프로세서의 경우 12세대부터 DDR5 RAM을 지원하며 AMD는 AM5만 지원한다.